# لاإيرابوم
لاإيرابوم أو لاسيراب ( 𒆷𒂍𒊏𒀊 la-é-ra-ab، تُقرأ أيضًا la-a 3 -ra-ab، كانت تُقرأ سابقًا la-si-ra-ab،  هو الحاكم الجوتي الثاني عشر من سلالة جوتيان في سومر . عاش في حوالي عام 2150 قبل الميلاد.

## قائمة الملوك السومريين

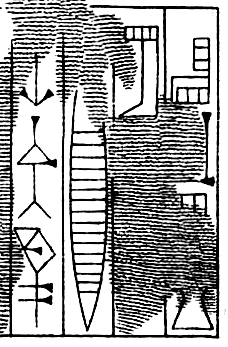
"لا-عراب، الملك العظيم لغوتيم" ( 𒆷𒂍𒊏𒀊 𒁕𒈝 𒈗 𒄖𒋾𒅎 لا-ع-را-اب دا-نوم لوغال غوتيم ). الاسم تالف تمامًا، وكان يُقرأ في البداية "لاسيراب".
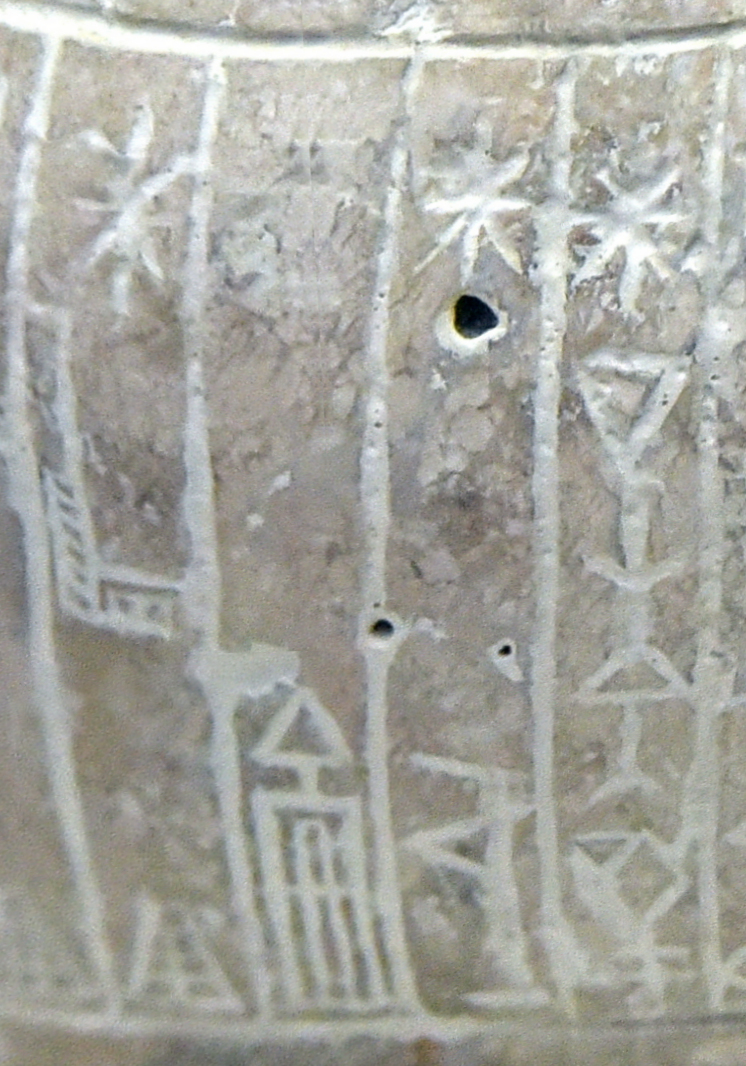
جزء من نقش صولجان لا-إرابوم: "آلهة جوتيوم وإينينا وسين " ( 𒀭𒄖𒋾𒅎 / 𒀭𒈹 / 𒅆𒂍 / 𒀭𒂗𒍪 ).

تم ذكر لاإيرابوم في " قائمة الملوك السومريين ". وفقًا لهذه القائمة: حكم الملك لاإيرابوم كخليفة للملك أبلكين . ثم خلفه بعد مماته الملك إيراروم وفقاً لقائمة الملوك السومريين كذلك.
| سبقه أبيلكين | ملك سومر أواخر 2150 قبل الميلاد | تبعه إيراروم |

## رأس هراوة نذرية
يوجد صولجان نذري يحمل اسم الملك لاإيرابوم في المتحف البريطاني (BM 90852). حيث تم التنقيب عنه في سيبار القديمة.  مكتوب نقشاً على رأس الهراوة: